# Zuidwestfaals voetbalkampioenschap 1927/28
In 1927/28 werd het zesde Zuidwestfaals voetbalkampioenschap gespeeld, dat georganiseerd werd door de West-Duitse voetbalbond. 
TuRV 1872 Hagen werd kampioen en SpVgg Hagen 1911 vicekampioen. Beide clubs plaatsten zich voor de West-Duitse eindronde. De vicekampioenen bekampten elkaar in knock-outfase en Hagen 1911 verloor meteen van Duisburger SpV. De zeven kampioenen werden verdeeld over één groep waarbij TuRV Hagen laatste werd. 
Opmerkelijk was dat Sportfreunde Siegen, een club die de competitie de vorige jaren domineerde, degradeerde. 

## 1. Bezirksklasse
| Plaats | Club                     | Wed. | W  | G | V  | Saldo | Ptn.  |
| ------ | ------------------------ | ---- | -- | - | -- | ----- | ----- |
| 1.     | SpVgg Hagen 1911         | 14   | 11 | 1 | 2  | 46:21 | 23:5  |
| 2.     | TuRV 1872 Hagen          | 14   | 11 | 1 | 2  | 44:23 | 23:5  |
| 3.     | VfB 07 Weidenau          | 14   | 8  | 2 | 4  | 37:33 | 18:10 |
| 4.     | SV Hüsten 09             | 14   | 6  | 2 | 6  | 50:33 | 14:14 |
| 5.     | TuS Jahn 1874 Werdohl    | 14   | 5  | 3 | 6  | 30:35 | 13:15 |
| 6.     | Hagener SC 1905          | 14   | 4  | 2 | 8  | 26:34 | 10:18 |
| 7.     | VfJ 1906 Betzdorf        | 14   | 3  | 0 | 11 | 34:67 | 6:22  |
| 8.     | Sportfreunde Siegen 1899 | 14   | 2  | 1 | 11 | 24:45 | 5:23  |

|  | Play-off titel en geplaatst voor West-Duitse eindronde |
|  | Degradatie                                             |

Play-off titel
|  |                  |       |                 |  |
|  | SpVgg Hagen 1911 | 1 – 2 | TuRV 1872 Hagen |  |
|  |                  |       |                 |  |

## Promotie-eindronde
| Plaats | Club                         | Wed. | W | G | V | Saldo | Ptn.  |
| ------ | ---------------------------- | ---- | - | - | - | ----- | ----- |
| 1.     | TuS Germania 1896 Mudersbach | 4    | 3 | 0 | 1 | 10:07 | 06:02 |
| 2.     | SC Lichtenplatz              | 4    | 2 | 1 | 1 | 06:04 | 05:03 |
| 3.     | SuS 1908 Gevelsberg          | 4    | 2 | 0 | 2 | 08:08 | 04:04 |
| 4.     | BC Siegen 1907               | 3    | 1 | 0 | 2 | 09:09 | 02:04 |
| 5.     | FC Germania 1909 Neheim      | 3    | 0 | 1 | 2 | 01:06 | 01:05 |

|  | Promotie |